# Ottavio Farnese (1598–1643)
Ottavio Farnese (20. prosince 1598, Parma – 1643, Parma) byl italský šlechtic, nemanželský syn Ranuccia I. Farnese, vévody z Parmy a jeho milenky Briseide Ceretoli. 

## Životopis
Ranuccio byl v době synova narození svobodný. Briseide byla dcerou Ottavia Ceretoliho, kapitána, který zemřel ve Francii. Pár měl také pravděpodobně nemanželskou dceru Isabellu.
Otec se v roce 1600 oženil s Markétou Aldobrandini, vnučkou papeže Klementa VIII. Manželství bylo dlouho bezdětné, takže v roce 1605 otec přijal Ottavia za vlastního, aby vévodství zajistil dědice. 
V roce 1610 porodila Ranucciova manželka Markéta hluchoněmého syna Alessandra, ten nebyl schopný ujmout se vlády. V roce 1612 se manželům narodil další syn, Odoardo Farnese, budoucí vévoda z Parmy. Po něm se narodily dcery Maria (1615) a Vittoria (1618) a další syn Francesco Maria v roce 1619. 

### Studia
Ottavio získal vynikající vzdělání. Studoval vědy u jezuitů Maria Bettiniho a Daria Tamburiniho, němčinu u Vincenza Ballarina, kresbu u slavného malíře Giovaniho Battisty Trottiho, zvaného Malosso, rytinu u rytce Francesca Villameny a kaligrafii u G. Francesca Bondola.
V pouhých 14 letech projevoval tolik nadání a vzdělání, že jej učitelé v červnu 1613 předvedli k obhajobě tezí studia: v katedrále v Parmě předstoupil před veřejnost a po tři dny obhajoval množství tezí z morální a přírodní filozofie. V publiku zasedli renomovaní filozofové a teologové. Ottaviovy teze a odpovědi vydal tiskem Anteo Viotti v knize s cennými rytinami Villamenovými podle Malossových kreseb.

### Očekávání titulů a vlastní panství
V roce 1615 se Ottavio oženil s vdovou Sofronií Sanvitale, dcerou Girolama, markýze ze Saly a Colorna. Očekával, že i s pomocí titulu své manželky zaujme vyšší postavení než jeho bratři.
V letech 1607 až 1620 byl Ottavio pánem Borgo San Donnino, Fiorenzuola, Val Nure, Leonessa, Cittaducale, Montereale, Penne, Campli, Orton, Altamura, Castellamare a Roccaguglielma.

### Vězení a smrt
Když Ranuccio zrušil legitimizaci Ottavia a za budoucího vládce v Parmském vévodství určil Odoarda, Ottavio zorganizoval spiknutí proti svému otci. 
To se nezdařilo. Ottavio byl zbaven svých titulů a v roce 1621 uvězněn. Zemřel ve vězení v Parmě o 21 let později, pravděpodobně na mor.